# Voo Philippine Airlines 812
O Voo Philippine Airlines 812 foi um voo regular de passageiros do Aeroporto Internacional Francisco Bangoy, Cidade de Davao, para o Aeroporto Internacional Ninoy Aquino, Manila, Filipinas. Em 25 de maio de 2000, um Airbus A330-301 operando na rota foi alvo de um sequestro fracassado, por um homem mais tarde identificado como Reginald Chua, pouco antes do avião pousar. O voo estava com 278 passageiros e 13 tripulantes, 291 ocupantes no total.

## Sequestro
O sequestrador tinha uma arma e uma granada de mão. Ele disparou uma arma contra um anteparo e exigiu ser deixado na cabine. Quando o acesso foi recusado, ele exigiu que os passageiros colocassem seus objetos de valor em uma bolsa antes de ordenar ao piloto que descesse e despressurizasse a aeronave para que ele pudesse escapar com um para-quedas caseiro. Por não possuir cordão de rasgo, foi feito um com faixa de cortina na aeronave. Antes de saltar, ele não foi capaz de superar a rajada de vento da porta traseira aberta do avião, e um comissário o ajudou a saltar do avião.
O sequestrador usava balaclava e óculos de segurança quando saltou do avião junto com os objetos de valor que havia roubado enquanto o avião voava a uma altitude de 1.800 metros sobre Antipolo. As autoridades inicialmente o identificaram como "Augusto Lakandula", com base no nome em sua passagem. O piloto expressou ceticismo de que o sequestrador teria sobrevivido ao salto.
Três dias após o sequestro, o sequestrador foi encontrado morto, seu corpo quase enterrado na lama, na aldeia de Llabac, em Real, cerca de 70 quilômetros a sudeste de Manila, perto da divisa com a província de Laguna. As autoridades policiais afirmaram que ele morreu porque não conseguiu abrir o paraquedas. Por meio de sua carteira de motorista, "Lakandula" foi finalmente identificado corretamente como Reginald Chua, que teria sofrido dificuldades financeiras.

## Na cultura popular
O incidente é mencionado no filme britânico de 2013 Metro Manila. O protagonista do filme Oscar Ramirez (Jake Macapagal) conta a história de Alfred Santos, dono de uma fábrica de tecidos que perdeu o pai para uma gangue contratada por uma fábrica rival. Tendo forçado o fechamento de seu negócio devido às constantes ameaças de seu rival, Santos sequestrou um avião e ordenou que os passageiros entregassem seu dinheiro e objetos de valor antes de pular do avião para a morte. 